# HMS Argus (I49)
«Аргус» (англ. HMS Argus (I49) — військовий корабель, авіаносець Королівського військово-морського флоту Великої Британії за часів Другої світової війни.
«Аргус» був сьомим британським військовим кораблем, що носив ім'я давньогрецького бога — велетня з багатьма очима, авіаносець, що перебував в експлуатації з 1918 по 1944 рік. Корабель був перетворений на військовий з океанського лайнера, який на початок війни перебував у стадії будівництва, коли почалася Перша світова війна. Це був перший корабель, що мав класичну плоску польотну палубу тільки для зльоту і посадки повітряних суден. Така конструкційна схема залишається стандартною для усіх сучасних авіаносців.

## Історія створення і конструкція

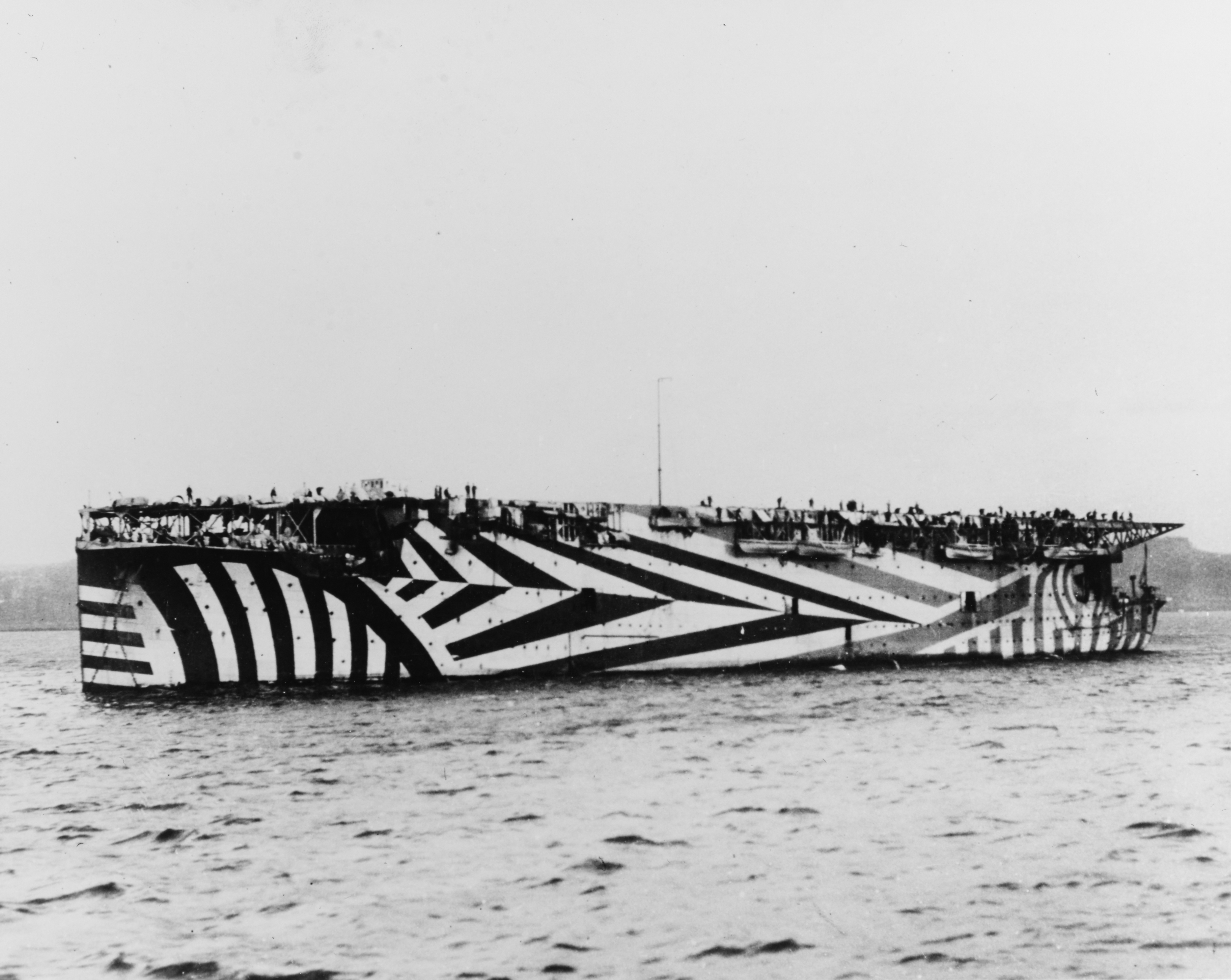
HMS Argus у камуфляжній розмальовці. Такий тип камуфляжу називається «Razzle» (Razzle Dazzle)

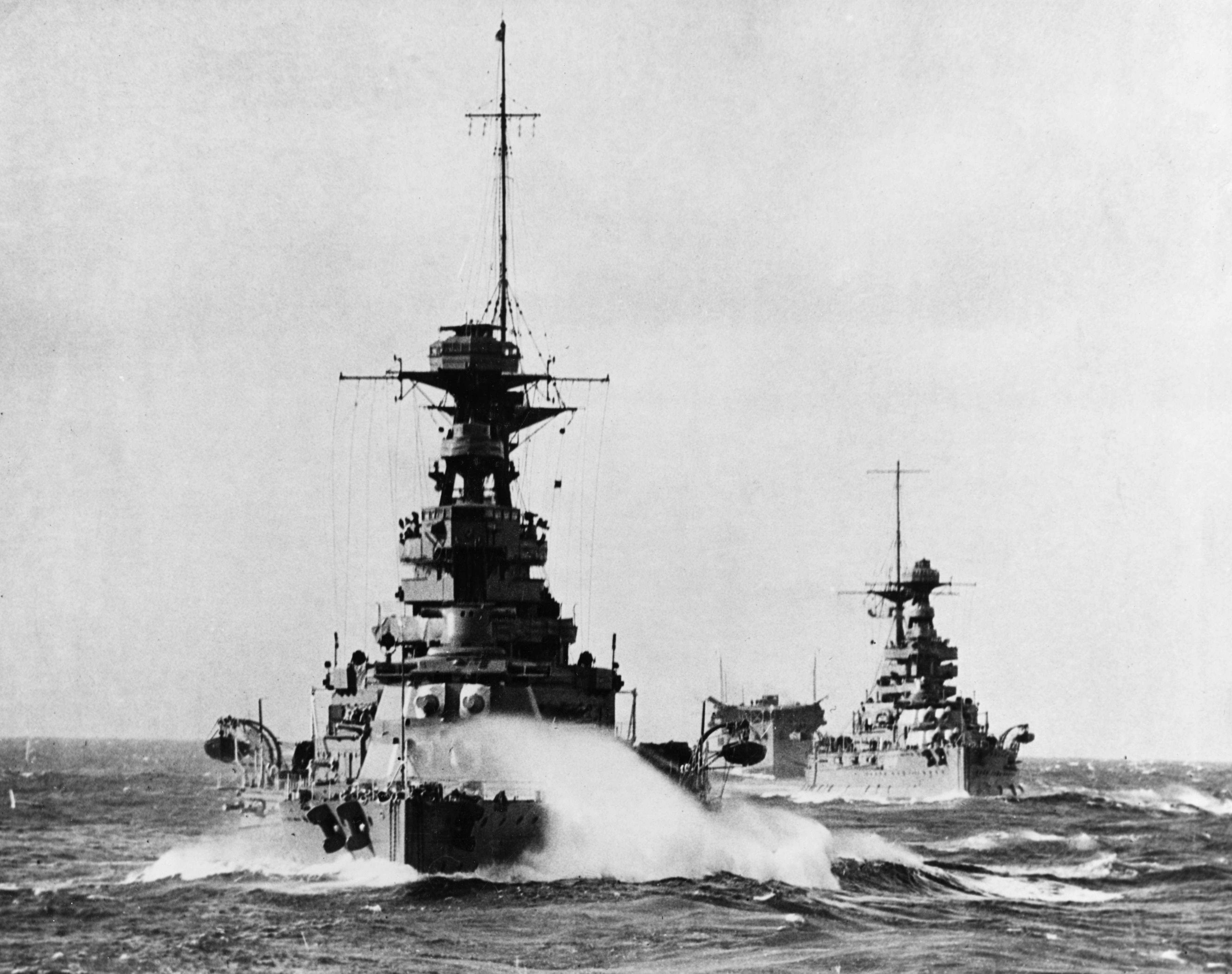
HMS Barham, HMS Malaya і HMS Argus, йдуть колоною на навчаннях у Середземному морі, кінець 20-х років. Високобортний силует авіаносця відрізняється від інших бойових кораблів

Спочатку корабель був закладений, як пасажирський лайнер (лат. Conto Rosso) («Конто Россо») для італійської судноплавної компанії «Lloyd Sabaudo Line». Однак, Перша світова війна, що почалася, змінила плани і суднобудівників і замовників. Будівництво було припинено. У серпні 1916 Адміралтейство вирішило відповісти згодою на пропозицію «Beardmore commercial yard» викупити недобудований корпус досить великого лайнера і перебудувати в гідроавіатранспорт. Однак, вже в ході переобладнання було прийнято рішення перебудувати його в авіаносець для палубних літаків з колісним шасі.
У конструкцію колишнього пасажирського лайнера було внесено безліч новаторських на ті часи змін, таких як плоска польотна палуба, горизонтальні димоводи, для виведення диму за кормову край авіаносця, комплект гальмівних тросів — попередник аерофінішерів. «Аргус» часто зазнавав змін і модифікацій, служачи своєрідною моделлю авіаносця в натуральну величину для перевірки ідей і впровадження нововведень, які згодом застосовувалися при будівництві інших авіаносців.
«Аргус» мав локальне бронювання: погреби боєзапасу захищали дводюймові плити. Спочатку артилерійське озброєння авіаносця складалося з двох гармат і чотирьох зенітних гармат калібру 102 мм. Дві зенітні гармати були встановлені в носовій частині авіаносця, на верхній палубі. Для ведення вогню з них було потрібне облаштування спеціальних прорізів в польотної палубі для ведення вогню. Дві інших зенітні гармати були встановлені в кормовій частині корабля, за кормовим звисом польотної палуби.
До початку Другої світової війни «Аргус» мав дві зенітних гармати калібром 102 мм і дванадцять 12,7-мм кулеметів «Віккерс-12,7». У 1942 році його переозброїли, оснастивши чотирма гарматами калібру 102 мм, тринадцятьма 20-міліметровими «Ерлікон» і шістнадцятьма 12,7-мм кулеметами Віккерс-12,7. Наприкінці 1943 року до цього озброєнню додали ще вісім 7,7-мм кулеметів.

## Історія служби
Служба «Аргус» почалася у складі «Гранд Фліт». У вересні 1918 року перший літак злетів з палуби 1 жовтня 1918 р. 21 жовтня на його борт прибула ескадрилья Sopwith Cuckoo. Після закінчення Першої світової війни в січні 1920 «Аргус» проходив службу у складі Атлантичного флоту Британської імперії. У квітні 1930 р. літаків на носії був звільнений у запас. Перевізник був відновлений на службу випробування експериментальних експериментальний літак в січні 1936 Потім, після повної реконструкції в 1937 році, «Аргус» служив як навчальна школа.
Після початку Другої світової війни до капітуляції Франції, авіаносець дислокувався в Тулоні як навчальний корабель. Після поразки Франції «Аргус» переведений назад до Великої Британії і використовувався для транспортування літаків. «Аргус» був використаний для доставки літаків до Радянського Союзу і на Мальту. На початку 1942 року «Аргус» реконструйовано, після чого він служив як військовий корабель. Корабель брав участь у конвоях союзників на Мальту і надавав підтримку під час висадки морського десанту в Північній Африці. 10 листопада 1942 в «Аргус» потрапила німецька бомба. Після оновлення у вересні 1943 року він був переведений у статус навчального корабля, у якому перебував до серпня 1944 року, коли «Аргус» використовувався, як плавуча платформа для тренування молодих льотчиків у посадці на борт авіаносця.
5 грудня 1946 року «Аргус» був проданий на металобрухт.

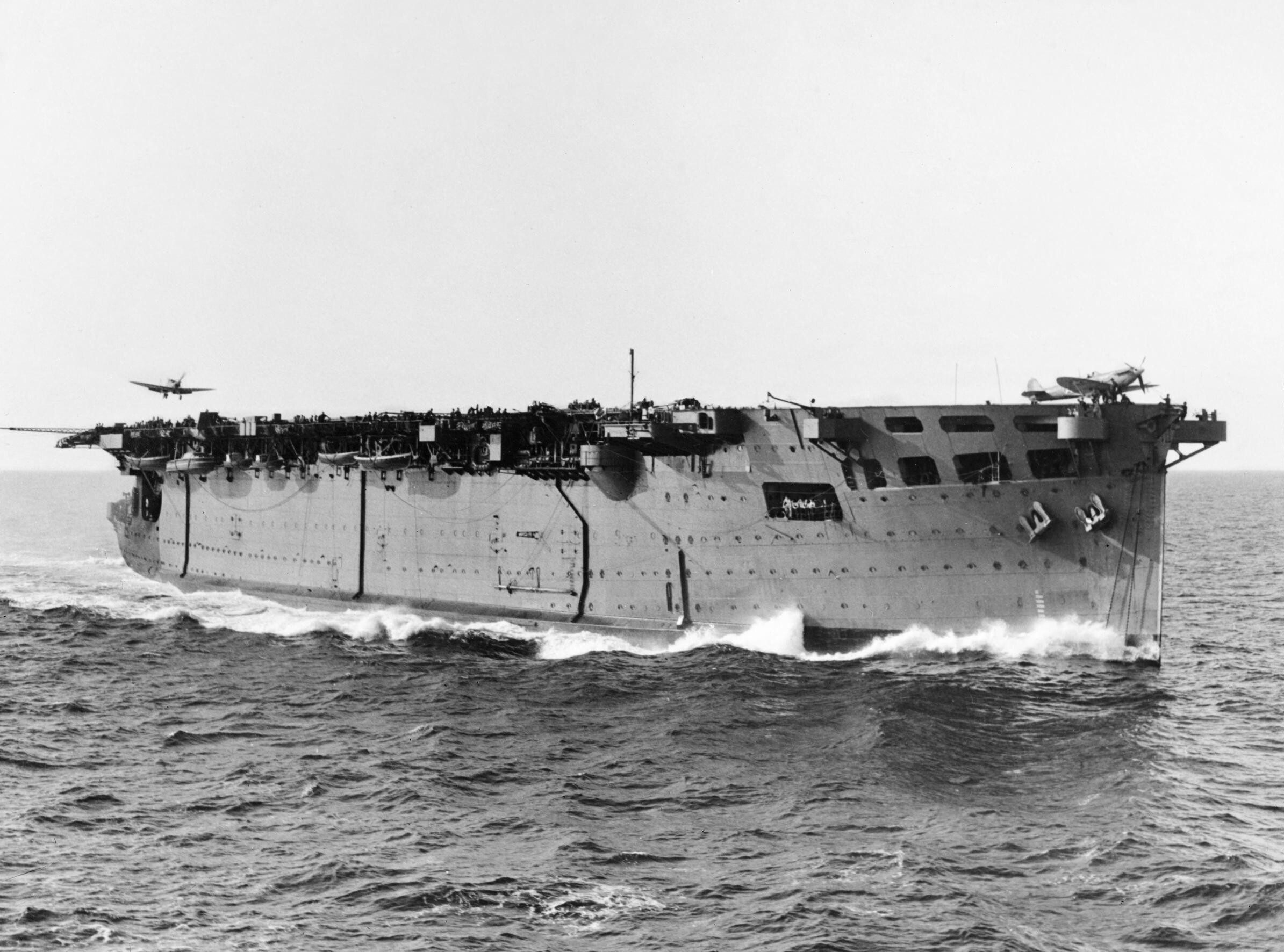
«Аргус» під час Операція «Смолоскип» 1942 р.

## Відео
- 1940 HMS Ark Royal [Архівовано 7 листопада 2010 у Wayback Machine.]